# Заслуженный изобретатель Республики Марий Эл
Заслуженный изобретатель Республики Марий Эл (луговомар. Марий Эл Республикын сулло изобретатель) — государственная награда, почётное звание Республики Марий Эл.

## История
Учреждено Указом Президиума Верховного Совета Марийской АССР от 3 июля 1962 года.

## Основания награждения
Установлено для авторов изобретений, имеющих значительный экономический эффект и внедрённых в производство, внёсших вклад в технический прогресс, за многолетнюю плодотворную изобретательскую деятельность.
Присваивается Главой Республики Марий Эл (ранее Президиумом Верховного Совета Марийской АССР) с вручением удостоверения и нагрудного знака. На 1 июля 2008 года звания удостоены 18 человек.

## Список обладателей почётного звания

### Заслуженные изобретатели Марийской АССР
- Бабиков Юрий Васильевич (1965)[2]

### Заслуженные изобретатели Республики Марий Эл
- Петухов Игорь Валерьевич (2019)